# Plagiolepis vindobonensis
Plagiolepis vindobonensis é uma espécie de formiga do gênero Plagiolepis, pertencente à subfamília Formicinae.